# Шолохов, Марсель Максимович
Марсе́ль Макси́мович Шо́лохов (род. 12 января 1998, Челябинск) — российский хоккеист, нападающий «Югры», выступающей в ВХЛ.

## Биография
Воспитанник СДЮСШОР «Трактор». Дебютный сезон 2015/16 провёл в МХЛ, выступая за «Белых медведей». В конце этого же сезона сыграл первый матч за «Трактор» в КХЛ: 18 февраля 2016 года против «Югры». 10 июня 2024 вместе с Петром Ясинским был обменян на денежную компенсацию в ханты-мансийскую «Югру».
Провёл пять матчей на молодёжном чемпионате мира 2018 года, забросив две шайбы в ворота Чехии и США.